# Варъёган
Варъёган (устар. Вар-Еган) — река в России, протекает по Сургутскому и Нижневартовскому районам Ханты-Мансийского АО. Устье реки находится в 272 км по правому берегу реки Аган. Длина реки составляет 75 км, площадь водосборного бассейна 873 км².
Берёт начало из безымянного озера на высоте 77,3 м над уровнем моря. Высота устья — 55 м над уровнем моря.

## Притоки
- 14 км: Улькина Речка (лв)
  - Пыльчиёган (пр)
- 17 км: Пасом (лв)

## Данные водного реестра
По данным государственного водного реестра России относится к Верхнеобскому бассейновому округу, водохозяйственный участок реки — Обь от впадения реки Вах до города Нефтеюганск, речной подбассейн реки — Обь ниже Ваха до впадения Иртыша. Речной бассейн реки — (Верхняя) Обь до впадения Иртыша.
Код объекта в государственном водном реестре — 13011100112115200044253.